# Castel Sant'Elmo
Castel Sant'Elmo je srednjeveška trdnjava na hribu Vomero, ki meji na Certoso di San Martino, s pogledom na Neapelj v Italiji. Ime Sant'Elmo izhaja iz nekdanje cerkve iz 10. stoletja, posvečene sv, Erazmu, skrajšano v Ermo in končno spremenjeno v Elmo. Trdnjava, ki stoji blizu zgornjega konca Petraia, ene najzgodnejših mestnih povezav za pešce med zgornjim in spodnjim Neapljem, zdaj služi kot muzej, razstavna dvorana in pisarne.

## Zgodovina
Dokumenti datirajo strukturo na mestu iz leta 1275, iz obdobja Karla I. Anžujskega. Prvotno znan kot Belforte, je bil verjetno utrjena rezidenca, obdana z obzidjem, njena vhodna vrata pa sta označevala dva stolpa. Leta 1329 je kralj Robert I. Neapeljski po načrtih sienskega arhitekta Tina da Camaina povečal trdnjavo, ki je v dokumentih opisana kot palatium in summitatae montanae Sancti Erasmi. Camaino je tudi nadzoroval gradnjo sosednjega kartuzijskega samostana San Martino. Do leta 1336 je bila palača imenovana castrum ali grad, delo pa se je nadaljevalo pod Camainom do njegove smrti leta 1343.
Attanasio Primario in Francesco di Vico sta nato vodila gradnjo. Leta 1348 se v dokumentih stavba omenja kot castrum Sancti Erasmi, verjetno zato, ker je bila na tem mestu prvotno kapela, posvečena svetemu Erazmu. Anžujska trdnjava je bila močno poškodovana v potresu leta 1456, ki je porušil zunanje obzidje in stolpe.
Aragonski vladarji Neaplja, zlasti Pedro Álvarez de Toledo, prvi guverner in bratranec podkralja, so ga vključili v celovit načrt, namenjen utrjevanju kopenskega oboda mesta, ki temelji na štirih ločenih utrdbah. Grad Sant'Erasmo je svojo šesterokotno zvezdno obliko dobil med letoma 1537 in 1547 po načrtih Pedra Luisa Escrive iz Valencie, vojaškega arhitekta. Drzna šesterokotna oblika je požela ostre kritike njegovih sodobnikov, do te mere, da je leta 1538 Escriva zagovarjal svojo zasnovo v objavljeni Apologiji.
Pravzaprav se je grad s svojo dvojno zapornico, številnimi vdolbinami v bastijonih in visokim obzidjem, obdanim z jarkom, čudovito ujemal s topografijo mesta ter strateškimi in obrambnimi funkcijami. Leta 1538 je bil nad vhodnimi vrati postavljen spominski napis, na vrhu pa sta bila grb Karla V. in dvoglavi cesarski orel.
Grad je služil kot avtonomna vojaška postojanka z guvernerjem, ki je imel absolutno oblast tako nad vojaškimi kot civilnimi zadevami. Okoli paradnega prostora so bili oficirski prostori, kaplanova hiša, cerkev (1547), ki jo je zasnoval španski arhitekt Pietro Prato in ohranjene stavbe anžujskega Belforta. Nagrobni spomenik Pedra de Toleda (1588) je v zakristiji cerkve.
Leta 1587 je v grajsko skladišče streliva udarila strela, ki je eksplodirala in uničila cerkev, kaplanovo hišo in častniške prostore. Obnova je bila izvedena med letoma 1599 in 1601 pod vodstvom arhitekta Domenica Fontane. Kljub zaporednim prezidavam skozi stoletja je grad ohranil svojo prvotno strukturo. Zgrajen je iz vulkanskega lehnjaka in kraljuje nad Neapljem in vse od slavnega incidenta Tavola Strozzi (konec 15. stoletja) je bila stoletja simbol in branik vladnega zatiranja. Leta 1604 so ga uporabili za zaprtje Tommasa Campanella, označenega za heretika, leta 1799 pa za domoljube neapeljske revolucije, vključno z Gennarom Serro, Mariom Paganom in Luigio Sanfelice. Z odhodom burbonske garnizije leta 1860 je ostal vojaški zapor do leta 1952, ko je bil zapor premeščen v Gaeto.

## Grad danes
Še naprej je bil vojaška last do leta 1976, ko se je deželni organ Provveditorato alle Opere Pubbliche iz Kampanije lotil velikega projekta obnove. V sedmih letih je bil prvotni grad osvobojen stoletij nakopičenih gradbenih objektov in strukturno utrjen ter poustvarjen prvotne galerije, parapetne hodnike in podzemne dvorane, kjer je bil ustvarjen avditorij s 700 sedeži. Leta 1982 je bilo mesto predano Soprintendenza per i Beni Artistici e Storici iz Neaplja, Knjižnica umetnostne zgodovine Bruna Molajolija pa je bila nameščena v zgornjem nadstropju starega zaporniškega bloka.
V nekdanjem poveljstvu marincev so zdaj grajska uprava in nekateri upravni uradi za Neapelj, vključno s kataloškim uradom, fotografskim arhivom in uradom za kraje.
V gradu je zdaj več stalnih umetniških eksponatov, vključno z več kot 30 čevljev dolgo ograjo z napisom v Braillovi pisavi, nameščeno leta 2015 nad vrtalnim terenom na skrajni severni steni gradu blizu zahodnega vogala. Dve drugi postavitvi vključujeta veliko kovinsko čelado blizu ograje in stožčasto kovinsko skulpturo s premerom približno 15 čevljev na dnu, z izrezi v vrtalni podlagi.